# Z1 (вычислительная машина)

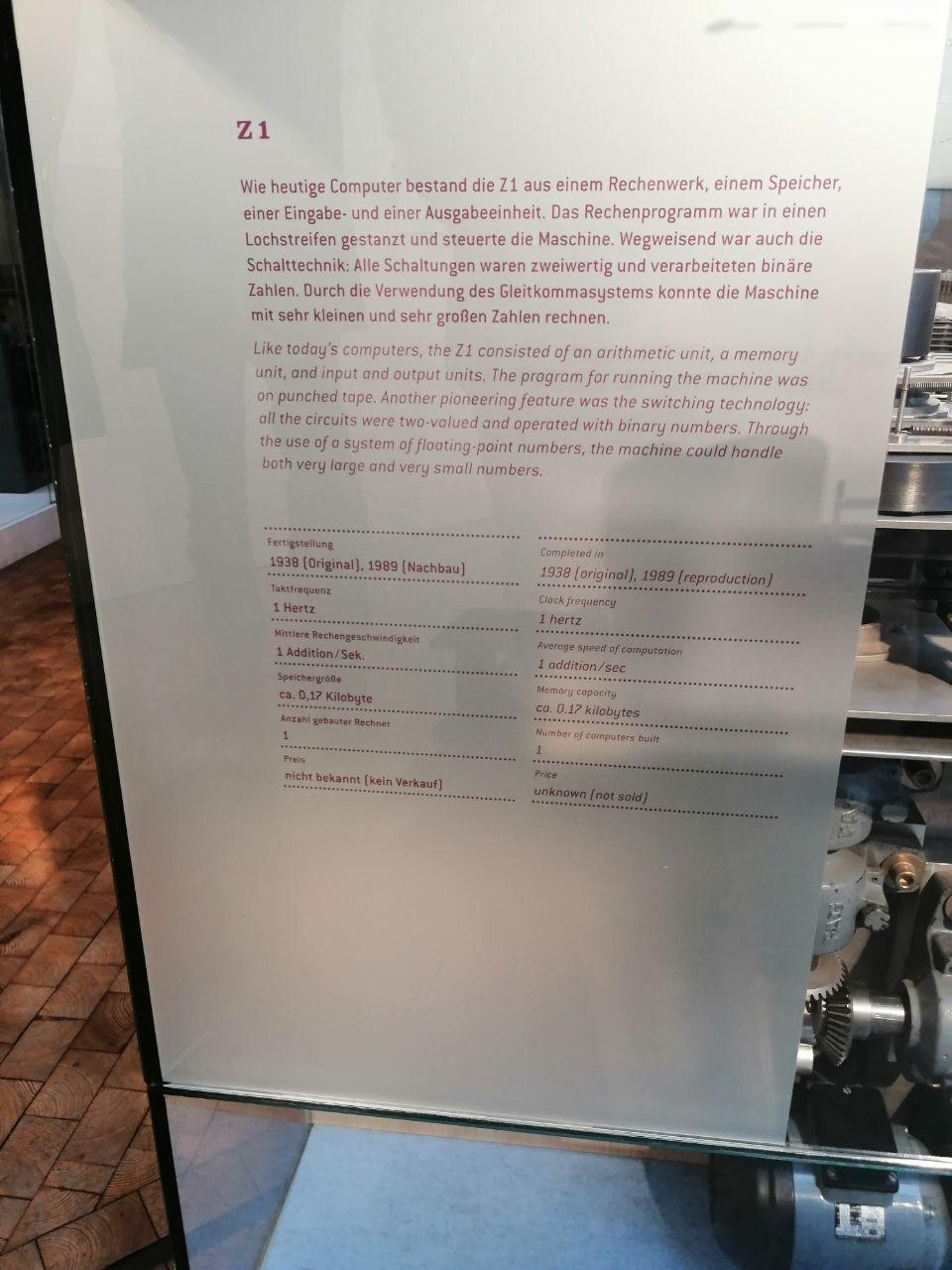
Фото параметров компьютера из немецкого технического музея

Z1 (рус. «цет-айнс») — механическое вычислительное устройство, созданное в 1938 году, стало первой ограниченно программируемой вычислительной машиной немецкого инженера Конрада Цузе. Это двоичная вычислительная машина с вводом данных с помощью клавиатуры в десятичной системе счисления в виде чисел с плавающей запятой. Главным отличием от более известной вычислительной машины Z3 (1941 год) было отсутствие вычисления квадратного корня.

## История создания
Перейдя в 1936 году на работу с полной ставки на полставки, оставаясь в должности инженера-прочниста на авиационной фабрике Хейнкеля, на которой он работал с 1935 года, Цузе в течение двух лет на собственные средства и деньги, занятые у друзей, выполнял разработку и сборку спроектированного им устройства. Законченная машина размещалась на нескольких сдвинутых вместе столах в гостиной родительского дома и занимала около 4 м² её площади. Вес устройства достигал 500 кг.

## Техническое описание

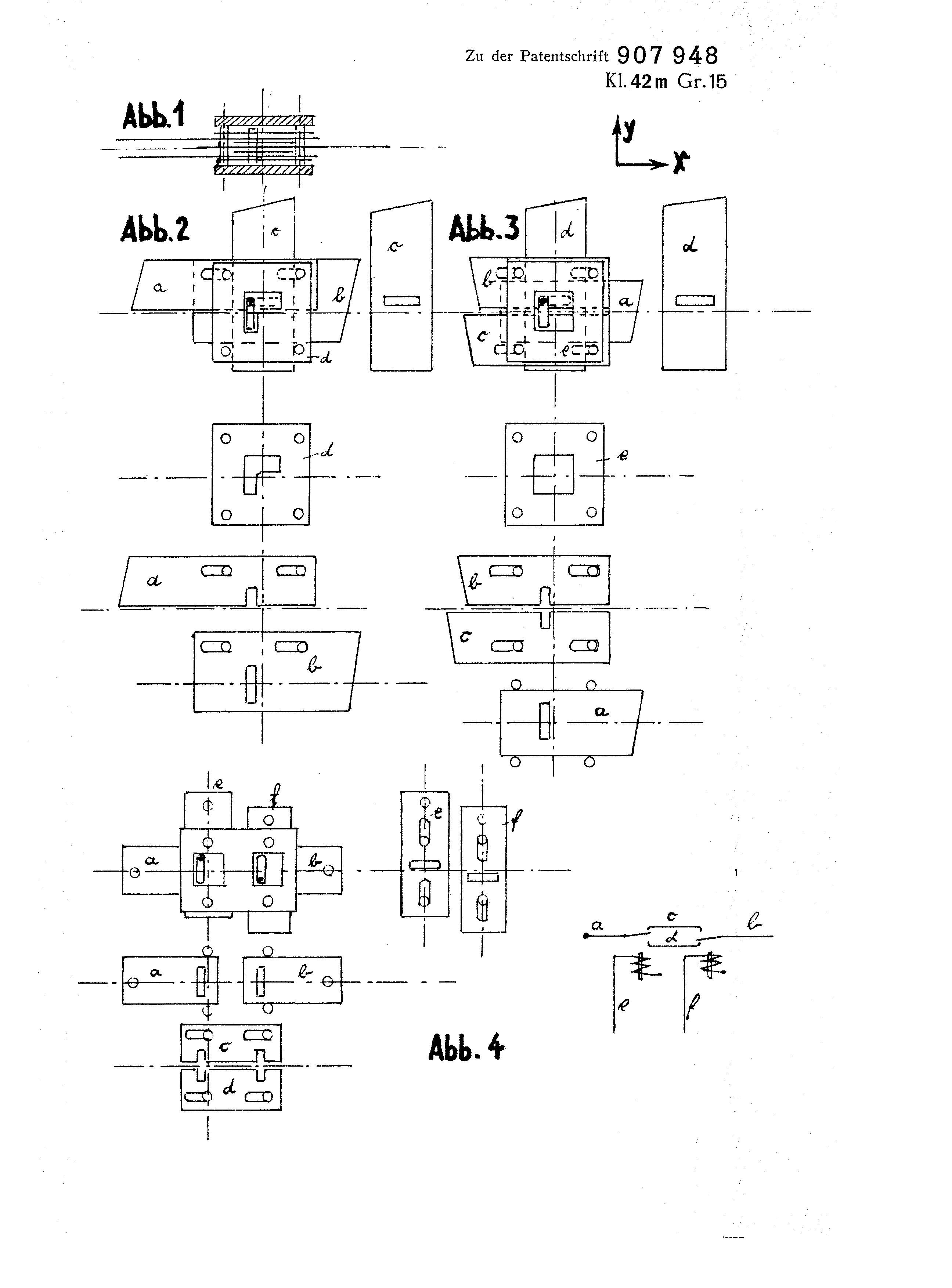
Чертёж узлов Z1 из патентного описания

Z1 был двоичным механическим вычислителем с электрическим приводом и ограниченной возможностью программирования. Вводились и выводились данные в десятичной системе, в виде чисел с плавающей запятой. Ввод команд и данных осуществлялся при помощи клавиатуры, сделанной на основе пишущей машинки, а вывод — с помощью маленькой панели на лампочках. Такая конструкция позволяла хранить шестьдесят четыре 22-битовых вещественных числа, каждое из которых состояло из 14-битовой мантиссы и 8 бит, отводившихся под знак и порядок. В том же 1936 году это уникальное решение было запатентовано Конрадом Цузе. Процессор имел два 22-битных регистра. Тактовая частота составляла 1 Гц, быстродействие — в среднем 1 умножение за 5 сек. Машина была снабжена устройством чтения перфокарт и приводилась в движение мотором от пылесоса мощностью в 1 киловатт.
Умножение и деление выполнялись при помощи той же процедуры повторных сложений и вычитаний, которую использовал ещё Блез Паскаль в конструкции своей суммирующей машины. Считываемые инструкции программы тут же исполнялись, не загружаясь в память.

## Эксплуатационные характеристики
Z1 работал ненадёжно из-за недостаточной точности исполнения составных частей. Для выполнения расчётов в практическом применении машина не использовалась. Тем не менее, Цузе был удовлетворён работой своего детища. Именно на основе Z1 им были в дальнейшем разработаны другие программируемые машины Z2, Z3, Z4 и т. д.

## Копии
В ходе бомбардировок Берлина в годы Второй мировой войны оригинальная машина вместе со всей документацией была уничтожена. В 1987—1989 годах Цузе воссоздал Z1. Законченная модель насчитывала 30 тысяч компонентов, стоила 800 тысяч немецких марок и потребовала для своей сборки труда 4 энтузиастов (включая самого Цузе). Финансирование проекта обеспечивалось компанией Siemens AG (к тому времени владевшей активами созданного изобретателем предприятия его имени — коммандитного товарищества Zuse KG, поглощённого компанией «Сименс» в 1967 г.) наряду с пятью другими компаниями.